# Phylus melanocephalus
Phylus melanocephalus is een wants uit de familie van de blindwantsen (Miridae). De soort werd het eerst wetenschappelijk beschreven door Linnaeus in 1767.

## Uiterlijk
De okergele tot roodoranje langwerpige wants kan 4,5 tot 6 mm lang worden en is langvleugelig. De pootjes zijn geelwit zonder stippen of duidelijke stekels. Ook de antennes zijn geelachtig tot wit, met uitzondering van het eerste segment dat aan het begin zwart is. De kop is meestal zwart en in sommige gevallen geel. Het doorzichtige deel van de voorvleugels is grijs met een, niet altijd even goed zichtbare, donkere achterrand. De eikenbleekpoot lijkt, als hij een gele kop heeft, op Orthotylus tenellus. Problemen hierbij zijn dat beide wantsen nogal variabel van kleur kunnen zijn bij de gedeelten die van belang kunnen zijn bij correcte identificatie. Soms moet met een microscoop naar een richeltje op het hoofd of vliesjes of haartjes tussen de klauwtjes gekeken worden.

## Leefwijze
De wantsen kunnen van mei tot in augustus op zomereik (Quercus robur) en wintereik (Quercus petraea) gevonden worden waar ze leven van sap uit jong blad en knoppen. Af en toe vangen ze ook bladluizen en andere kleine insecten. De soort kent één generatie per jaar en
overwintert als eitje.

## Leefgebied
De soort komt voor in Europa tot in het Midden-Oosten en de Kaukasus in Nederland komt de wants zeer algemeen voor waar zomereik of wintereik groeit.